# 特里西娅·邓恩-卢奥马
特里西娅·邓恩-卢奥马（英語：Tricia Dunn-Luoma，1974年4月25日—），美国女子冰球运动员。她曾代表美国国家队参加1998年、2002年和2006年冬季奥林匹克运动会冰球比赛，获得一枚金牌、一枚银牌和一枚铜牌。